# کتابخانه عمومی دالاس

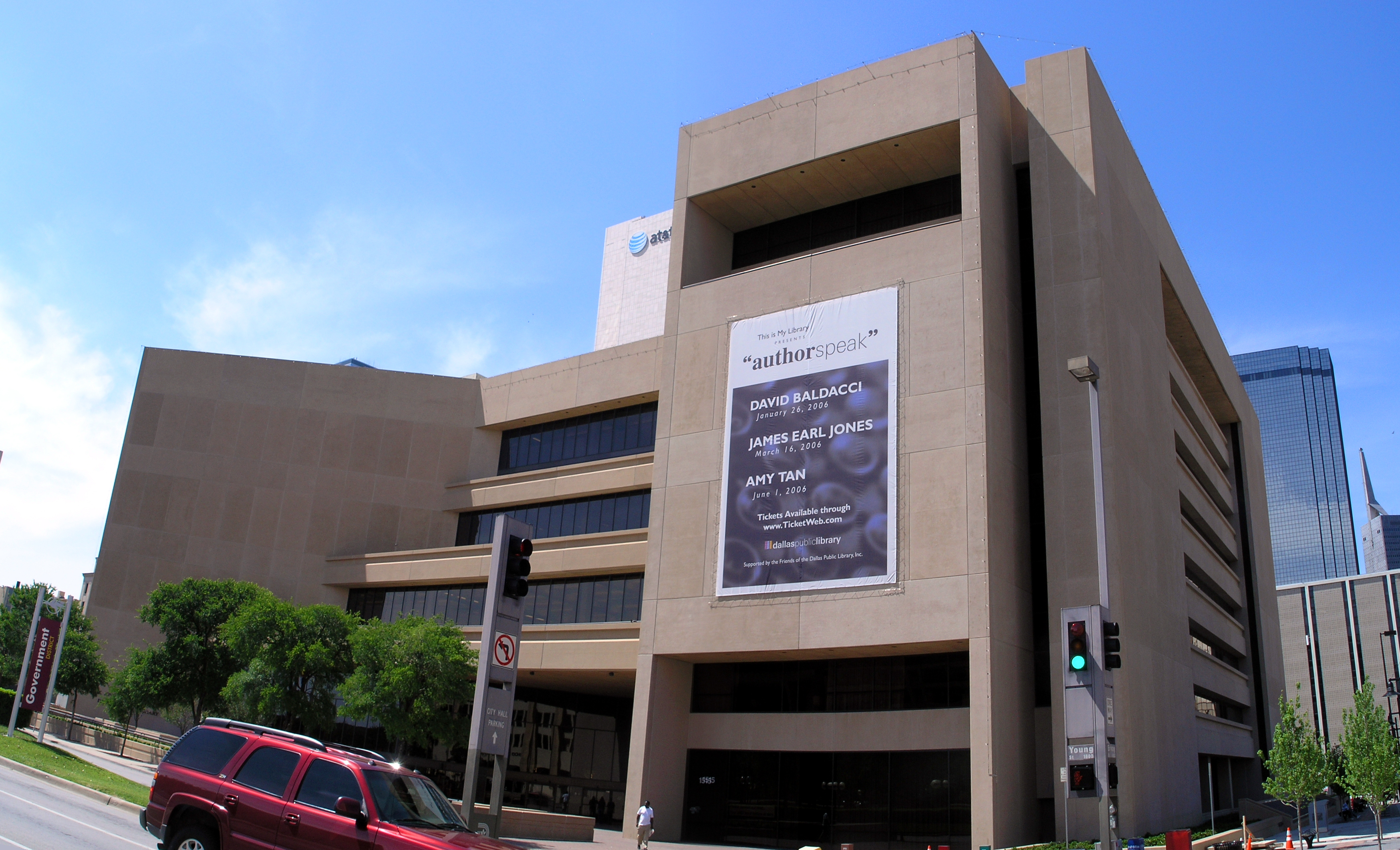

کتابخانه عمومی دالاس (به انگلیسی: Dallas Public Library) از مجموعه کتابخانه‌های عمومی شهر دالاس در تکزاس در ایالات متحده آمریکا است که در سال ۱۹۰۱ با هدیه مالی اندرو کارنگی تأسیس شد.
کتابخانه عمومی دالاس امروزه یک شعبه مرکزی و ۲۵ شعبه ناحیه‌ای دارد. هر یک از شعبه‌های این کتابخانه، یک منطقه از شهر را تحت پوشش دارد و ساکنین هر منطقه (بر اساس کد پستی مکان زندگی) می‌توانند به صورت مجانی در کتابخانه منطقه مربوط به خود، عضو شوند و از امکاناتی مانند اینترنت، مجموعه کتاب‌ها و سی دی‌ها بهره‌مند شوند. همچنین در کتابخانه‌های عمومی شهر دالاس، کلاس‌های آموزش زبان انگلیسی به‌طور رایگان تشکیل می‌شود.
این کتابخانه مجموعاً ۵٬۴۶۲٬۷۴۲ کتاب دارد که این موسسه را از بزرگترین مخازن کتب کشور کرده‌است.